# Insulinoma
O insulinoma é um tumor do pâncreas. Deriva das células beta que, apesar de reterem a capacidade de sintetizar e secretar insulina, tornam-se autónomas do normal mecanismo de regulação (homeostase). O diagnóstico de um insulinoma advém de índices elevados de insulina, proinsulina e péptido C: é confirmado posteriormente por angiografia. O tratamento definitivo é a cirurgia.

## Características
Os insulinomas são tumores neuroendócrinos raros com uma incidência estimada de 1 a 4 novos casos por milhão de pessoas por ano. O insulinoma é um dos tipos mais comuns de tumor que surge das células dos ilhéus de Langerhans (tumores endócrinos pancreáticos). Estimativas de malignidade (metástases) variam de 5% a 30%. Mais de 99% dos insulinomas se originam no pâncres, com alguns raros casos de tecido pancreático ectópico. A maioria dos insulinomas é pequeno, com menos de 2 cm.

### Sinais e sintomas
Pacientes com insulinomas geralmente desenvolvem sintomas neuroglicopênicos. Estes incluem dor de cabeça recorrente, letargia, diplopia e visão borrada, particularmente durante exercício físico ou jejum. A hipoglicemia severa pode resultar em ataques epiléticos, coma e danos neurológicos permanentes. Os sintomas que resultam da resposta catecolaminérgica à hipoglicemia (tremor, palpitações, taquicardia, sudorese, fome, ansiedade e náusea) não são tão comuns. Ganho súbito de peso (o paciente pode se tornar massivamente obeso) às vezes é observado.

## Diagnóstico
O diagnóstico de insulinoma é suspeitado em um paciente com uma hipoglicemia de jejum sintomática. As condições da tríade de Whipple que precisam ser encontradas para o diagnóstico de "hipoglicemia verdadeira" ser realizado são:
1. sintomas e sinais de hipoglicemia
2. nível de glicose plasmática concomitante de 45 mg/dL (2,5 mmol/L) ou menor, e
3. reversibilidade dos sintomas com a administração de glicose.

### Exames de sangue
Os seguintes exames de sangue são necessários para diagnosticar o insulinoma:
- glicose
- insulina
- peptídeo C

Se disponível, um nível de proinsulina pode ser útil. Outros exames de sangue podem ajudar a descartar outras condições que possam causar hipoglicemia.

## Tratamento
O tratamento definitivo é a remoção cirúrgica do insulinoma.
Medicações como diazoxida e somatostatina podem ser usadas para bloquear a liberação de insulina para pacientes que não são bons candidatos à cirurgia ou que possuam tumores não-operáveis.